# Nagari Malampah
Nagari Malampah is een bestuurslaag in het regentschap Pasaman van de provincie West-Sumatra, Indonesië. Nagari Malampah telt 7867 inwoners (volkstelling 2010).